# American Sevens 2016 (Colombia)
El Seven de Colombia del 2016 se dio a conocer como American Sevens, y consistió en un solo torneo de 9 selecciones nacionales masculinas. Los partidos se disputaron en el Estadio Diego Palacios de en la ciudad de Guarne.
El torneo fue presentado al público el 1 de julio por la Federación Colombiana de Rugby junto con las autoridades municipales y Sudamérica Rugby

## Equipos participantes[2]
| Grupo A - Colombia - Guatemala - Costa Rica | Grupo B - Paraguay - Ecuador - El Salvador | Grupo C - Perú - Venezuela - Panamá |

## Partidos[3][4]
Fase de grupos
| 8 de julio 13:00 | Guatemala | 26 - 7 | Costa Rica | Estadio Diego Palacios, Guarne |  |

| 8 de julio 13:20 | Paraguay | 12 - 17 | Ecuador | Estadio Diego Palacios, Guarne |  |

| 8 de julio 13:40 | Perú | 46 - 0 | Panamá | Estadio Diego Palacios, Guarne |  |

| 8 de julio 15:00 | Colombia | 60 - 0 | Costa Rica | Estadio Diego Palacios, Guarne |  |

| 8 de julio 15:20 | Ecuador | 63 - 0 | El Salvador | Estadio Diego Palacios, Guarne |  |

| 8 de julio 15:40 | Venezuela | 36 - 0 | Panamá | Estadio Diego Palacios, Guarne |  |

| 8 de julio 17:00 | Colombia | 43 - 0 | Guatemala | Estadio Diego Palacios, Guarne |  |

| 8 de julio 17:20 | Paraguay | 56 - 0 | El Salvador | Estadio Diego Palacios, Guarne |  |

| 8 de julio 17:40 | Perú | 20 - 7 | Venezuela | Estadio Diego Palacios, Guarne |  |

Cuartos de final
| 9 de julio 10:20 | Colombia | 60 - 0 | Panamá | Estadio Diego Palacios, Guarne |  |

| 9 de julio 10:40 | Paraguay | 19 - 17 | Venezuela | Estadio Diego Palacios, Guarne |  |

| 9 de julio 11:00 | Ecuador | 36 - 0 | Costa Rica | Estadio Diego Palacios, Guarne |  |

| 9 de julio 11:20 | Perú | 31 - 10 | Guatemala | Estadio Diego Palacios, Guarne |  |

Semifinales de bronce
| 9 de julio 13:00 | Panamá | 0 - 49 | Venezuela | Estadio Diego Palacios, Guarne |  |

| 9 de julio 13:20 | Costa Rica | 17 - 22 | Guatemala | Estadio Diego Palacios, Guarne |  |

Semifinales de oro
| 9 de julio 13:40 | Colombia | 28 - 5 | Paraguay | Estadio Diego Palacios, Guarne |  |

| 9 de julio 14:00 | Ecuador | 19 - 20 | Perú | Estadio Diego Palacios, Guarne |  |

Final de Hierro (7º Puesto)
| 9 de julio 15:20 | Panamá | 12 - 20 | Costa Rica | Estadio Diego Palacios, Guarne |  |

Final de Bronce (5º Puesto)
| 9 de julio 16:20 | Venezuela | 48 - 5 | Guatemala | Estadio Diego Palacios, Guarne |  |

Final de Plata (3er Lugar)
| 9 de julio 16:50 | Paraguay | 57 - 5 | Ecuador | Estadio Diego Palacios, Guarne |  |

Final de Oro (1er Lugar)
| 9 de julio 17:20 | Colombia | 35 - 5 | Perú | Estadio Diego Palacios, Guarne |  |

| Bandera de Colombia |
| Campeón Colombia    |
| Primer título       |